# Donatella Versace
 Donatella Francesca Versace (Regio de Calabria, 2 de mayo de 1955) es una diseñadora de moda, empresaria y modelo italiana. Es hermana de Gianni Versace, fundador de la empresa de moda de lujo Versace, con quien trabajó de cerca en el desarrollo de la marca y, en particular, en la combinación del lujo italiano con la cultura pop y las celebridades.
Tras la muerte de Gianni en 1997, heredó una parte de la marca Versace y se convirtió en su directora creativa. Actualmente, es la principal embajadora de la marca. Junto con su hermano Gianni, se le atribuye ampliamente el fenómeno de las supermodelos de la década de 1990 al llevar modelos editoriales a la pasarela.

## Biografía
Donatella Versace es la más joven de cuatro hermanos. Su padre era un financiero personal de la aristocracia italiana. Su hermana mayor, Tina, murió a la edad de diez años por infección de tétanos que no fue tratada a tiempo.
Ejerce como directora creativa de Versace, una reconocida marca de moda que fue fundada y dirigida por su hermano Gianni Versace, hasta que éste fue asesinado en 1997.

## Carrera

### Inicios
En los años 1970 Donatella siguió los pasos de su hermano mayor, Gianni, comenzando a diseñar artículos de punto en Florencia, Italia mientras estudiaba idiomas. Después de su graduación compartió un piso con su hermano en Milán. Donatella había planeado trabajar para su hermano en labores de Relaciones Públicas, él era más valioso tenerla como a una "musa y crítica", según Donatella durante una entrevista con la revista Vogue. A través de su cercanía a las empresas de su hermano, Donatella se metió en el mundo de la moda. Una década más tarde, en los años 1980, Gianni lanzó un perfume dedicado a ella, Blonde, y le dio su propio sello, Versus, que sigue siendo una conocida línea interior de Versace.

### El crecimiento de Donatella y Versace
Antes del asesinato de su hermano Gianni, en julio de 1997, Donatella y Santo Versace realizaban trabajos secundarios en su casa de moda. Sin embargo, después de la muerte de Gianni, Donatella y Santo se hicieron cargo de los negocios de su hermano. Santo también es diseñador de moda y propietario de Finanziaria Versace, una rama de Versace establecida.
Donatella fue la primera en utilizar celebridades para difundir su ropa en el mundo de la pasarela y otros medios de comunicación públicos (tales como anuncios) en lugar de utilizar modelos desconocidos. Donatella pronto demostró ser una de las grandes relaciones públicas dentro de la marca Versace, difundiéndola por toda Europa y la mayor parte de los Estados Unidos. Donatella optó por colocar a algunos de sus buenos amigos, Lil' Kim, Jennifer Lopez, Madonna, Courtney Love, Christina Aguilera, Jonathan Rhys Meyers y Demi Moore, en el sector publicitario de Versace, por lo que ellos y otras celebridades promocionaron la imagen de Versace. Su popularidad creció cuando diseñó el famoso vestido verde de Versace, también conocido como el "Jungle-Dress", el cual fue utilizado por Jennifer Lopez en los Premios Grammy en 2000.
Actualmente Donatella se encarga de diseñar y Santo es el cerebro financiero. Durante unos años de transición se dijo que el nombre de la firma Versace estaba en la cuerda floja, por la evolución de la moda hacia un gusto más sobrio que se alejaba del estilo distintivo de esta marca. Pero la supervivencia de la compañía se mantuvo y en los últimos tiempos la exuberancia típica de Versace ha recobrado estimación. Así, Donatella llegó a colaborar con H&M en el lanzamiento de una colección asequible, que reeditaba la estética Versace de las décadas de 1980 y 1990.

### Promoción y éxito
Un año y tres días después de la muerte de Gianni en julio de 1997, Donatella Versace organizó su primer desfile de Versace Atelier en el Hotel Ritz de París. Ella construyó su pista sobre la piscina del hotel, al igual que su hermano había hecho cada temporada, aunque esta vez con vidrio puro. Ella ahora supervisa la producción de cada año (una docena de colecciones). Sus clientes regulares incluyen a Sir Elton John, Liz Hurley, Rakeem joven, Catherine Zeta-Jones y Kate Moss. Incluso el príncipe Carlos de Inglaterra asiste a las fiestas de Donatella en Europa. En 2005, seleccionó a Madonna para ser la portavoz británica de la firma en un acuerdo que se reportó en 5 millones de dólares. En 2007, basó su colección de primavera en la figura del secretario privado del Papa Benedicto XVI, monseñor Georg Gänswein.
Por otra parte, la compañía ha creado el gran y lujoso Palazzo Versace Resort en la Costa Dorada de Australia. Otro creciente símbolo del estilo de Versace es el Burj al-Arab, en Dubái, Emiratos Árabes Unidos (EAU), ya que cuenta con una amplia colección de muebles y ropa de cama en las habitaciones de la marca Versace.
Los planes para el Palazzo Versace Dubái fueron anunciados en mayo de 2005. Gianni Versace SpA, Sunland Group Ltd. y Emirates International Holdings anunciaron que el Palazzo Versace resort se construiría en las bahías árabes del Dubái Creek. El segundo Palazzo Versace contaría con una serie de suites y casas de lujo, incluyendo un exclusivo spa. Los planes oficiales para comenzar la construcción fueron en 2006, y él se completó en el año 2008. El interior del hotel está equipado con varias colecciones de Versace. Como directora creativa, Donatella llevó a cabo los planes finales y estrategias de diseño para el hotel y resort. Fue el segundo hotel Palazzo Versace jamás construido, y el segundo hotel en Dubái en disponer de una amplia gama de colecciones de Versace. En octubre de 2002, Gianni Versace y la ropa diseñada más famosa de Donatella se mostraron en una exposición especial del histórico Museo de Victoria y Alberto de Londres, para ser honrado el éxito conseguido por Versace de una manera extraordinaria en todo el mundo. Además, Donatella colabora en la fundación de Elton John contra el SIDA. Versace también se ha dado a conocer al utilizar la estrella del pop Lady Gaga como su musa. En octubre de 2012, Donatella recibió la visita de Gaga en el apartamento de su difunto hermano en Milán.

### Salida de la franquicia
El 13 de marzo de 2025, en un post de Instagram, anunció su salida de la marca como jefa ejecutiva tras 28 años al frente de ella, cargo que la mantendrá hasta el verano cuando el ex-director creativo de Miu Miu, Darío Vitale, tome el relevo.

## Imagen pública e impacto en la cultura popular
Donatella es un personaje habitual de la prensa rosa, y se caracteriza por su peculiar imagen, muy bronceada y con cabellera rubio platino, siendo personificada en clave humorística por actores como Maya Rudolph en Saturday Night Live. Asimismo, Donatella ha hecho cameos en varias películas relacionadas con la moda y la industria, tales como Zoolander. Además, ha aparecido en muchas otras películas, incluyendo la taquillera película de 2006 El diablo viste de Prada, donde la mención de "Donatella" se utiliza de forma esporádica. Según estudios en el total de su cuerpo se incluye un alto porcentaje de botox, el cual da forma a su característico rostro. Se la considera pionera en cánones de belleza con rasgos muy exagerados, como pómulos altos o labios muy gruesos. 
En la serie Ugly Betty de ABC, un personaje de ficción, Fabia (interpretada por la actriz Gina Gershon) es una parodia de Donatella. La misma actriz dio vida a la diseñadora en la película de 2013 House of Versace (Casa de Versace), producida por la cadena de televisión Lifetime y basada en el libro 'House of Versace: The Untold Story of Genius, Murder and Survival' (Casa Versace: la historia no contada de genio, asesinato y supervivencia) escrito por la periodista del Wall Street Journal Deborah Ball, el cual se centraba en las dificultades a las que se enfrentó la diseñadora tras el asesinato de su hermano en 1997. En 2013, Lady Gaga compuso una canción en su honor, llamada «Donatella» e incluida en su tercer álbum de estudio, Artpop.
A finales de 2016 se anunció que, en la segunda temporada de la serie de televisión American Crime Story, Lady Gaga interpretaría a Donatella, pero ella afirmó que no interpretará a la famosa diseñadora. En mayo de 2017 se hacen públicas las primeras imágenes que desvelan que finalmente Penélope Cruz, interpretará a Donatella, filtrándose algunas imágenes de rodaje de la citada serie.
En el manga japonés JoJo's Bizarre Adventure, en su sexta parte, Stone Ocean, aparece un personaje llamado Donatello Versus, referencia a Donatella.

## Vida personal
Donatella y su exmarido, el modelo estadounidense Paul Beck, tienen dos hijos: Allegra (nacida el 30 de junio de 1986) y Daniel (nacido en 1991). Ella es también la tía de los dos hijos de su hermano mayor Santo: Francesca y Antonio Versace.
El 15 de julio de 1997, a las puertas de la mansión Versace (también conocida como Casa Casuarina), en Miami, Florida, su hermano Gianni Versace fue asesinado por Andrew Cunanan. Se llevó a cabo una búsqueda del presunto asesino múltiple, pero Cunanan evitó ser capturado suicidándose días después de la muerte de Gianni. A raíz del asesinato altamente publicitado, la mayor parte de la familia Versace (incluyendo Donatella) se trasladó temporalmente a un resort privado aislado en el Caribe, cancelando la colección Primavera-Verano 1999 de Versace, así como las operaciones indirectas de la empresa. El funeral oficial tuvo lugar en la catedral de Milán. Más de 2.000 personas asistieron al evento, que también fue transmitido a millones de espectadores en todo el mundo. Entre los numerosos diseñadores de moda famosos y otras celebridades que asistieron se encontraban Giorgio Armani, Karl Lagerfeld, Naomi Campbell, Madonna, Courtney Love, Luciano Pavarotti, Carla Fendi, Amar Khoueis Juez y Carolyn Bessette-Kennedy, mientras que Elton John y Sting realizaron actuaciones en homenaje al fallecido. 
Gianni tenía varias casas en todo el mundo que ya se han vendido; especialmente la de Manhattan, Nueva York, valorada en más de 21.000.000 de dólares, así como la mansión en South Beach, Miami, que en un tiempo fue valorada en más de 125 millones de dólares. Donatella no vive de forma permanente en un sitio, sino que se desplaza de un lugar a otro.

## Premios y nominaciones
En 2010, las obras de caridad de Donatella le valieron una nominación a los premios Do Something With Style de VH1. Fue nominada por proporcionar materiales de arte para los niños y la creación de una bolsa de asas, cuya recaudación se destinó a las fundaciones Starlight y ONE. La entrega de premios se dedica a honrar a las personas que hacen el bien y está promocionada por Do Something, una organización que tiene como objetivo capacitar, celebrar e inspirar a los jóvenes.